# Отто Каріус
Отто Каріус (нім. Otto Carius, нар. 27 травня 1922, Цвайбрюккен — пом. 24 січня 2015, Гершвайлер-Петтерсгайм) — німецький танкіст-ас Другої світової війни. На його рахунку понад 150 танків противника. Це один з найвищих показників у Другій світовій війні.

## Біографія

### Молодість
Отто Каріус народився 27 травня 1922 року у місті Цвайбрюккен. Пішов до школи в 1928 році, а потім, з 1932 по 1940 навчався в Гуманітарній гімназії у Цвайбрюккені. Незадовго до свого 18-річчя в травні 1940 року, після закінчення середньої школи, він вступив добровольцем в протитанкові війська. Його батько, а потім і його молодший брат, воювали як офіцери вермахту у Другій світовій війні. Оскільки в протитанкових військах були потреби у персоналі, Каріус був призначений у 104-й піхотний батальйон (місто Познань).

### Друга світова війна
Почав кар'єру танкіста на легкому чеському танку LT vz.38 «Шкода» (Pz.38), з 1943 року воював на важкому танку Pz.VI «Тигр» на Східному фронті.
На чеському танку LT vz.38 (Pz.38) в якості заряджальника брав участь у наступі на Вільнюс, форсуванні річок Німан, Двіна і Березина, в боях за Вітебськ і Смоленськ. Влітку 1941 року в боях на території Білорусі його танк був підбитий, а сам Каріус отримав осколкове поранення, внаслідок якого позбувся частини зубів. 1942 року брав участь в оборонних боях під Гжатськом, Сичівкою і Вязьмою, удостоєний Залізного хреста 2-го класу. З 1943 року на Ленінградському фронті у складі 502-го важкого танкового батальйону, відзначився в оборонних боях у Ладозького озера, під Гатчиною і Невелем, був поранений осколком, нагороджений Залізним хрестом 1-го класу.
Після поразки під Ленінградом взимку 1944 року, рота важких танків Каріус кілька місяців тримала оборону на Нарві, а також брала участь в операціях по ліквідації радянських плацдармів для наступу в Естонії. Деякі опорні пункти багаторазово переходили з рук в руки. У боях за Нарвський плацдарм батальйон важких танків «Тигр» знищив десятки радянських танків і протитанкових гармат. Однак німецькі танкісти самі зазнавали суттєвих втрат, багато машин були виведені з ладу радянськими протитанковими гарматами, підривалися на мінах, застрягали в багнюці в лісисто-болотистій місцевості. Ще більшими були втрати в піхотних підрозділах. Проте радянський наступ вглиб території Естонії було зірвано активними діями німецьких військ. 4 травня 1944 Отто Каріус був нагороджений Лицарським хрестом.
Після нищівної поразки групи армій «Центр» у Білорусі влітку 1944 року, 502-й батальйон важких танків у спішному порядку був перекинутий на територію Латвії та взяв участь в оборонних боях. Після важкого поранення 24 липня 1944 був евакуйований до Німеччини.
Разом з Міхаелем Віттманом став військовою легендою вермахту і його ім'я широко використовувалося в пропаганді Третього рейху для підняття морального духу німецької армії в роки війни.
На завершальному етапі війни 1945 року взяв участь в бойових діях на території Західної Німеччини на САУ Ягдтигр. До цього часу союзники вже форсували Рейн і оточили велике угруповання німецьких військ в районі Рура. Сам Отто Каріус згадував, що авіація союзників безкарно панувала в повітрі, відчувалася гостра нестача досвідчених бійців і командирів, моральний дух оточених військ зовсім вичерпався. За наказом командування здався американським військам, деякий час провів у таборі для військовополонених, після чого, перевдягнувшись у виміняний цивільний одяг і прикинувшись помічником фермера, був відпущений.

### Після війни
Після попереднього навчання та попередньої експертизи як помічник фармацевта, він навчався з 1948 по 1951 рік у Фрайбурзі. Потім він працював з 1952 по 1956 як фармацевт у Цвайбрюккені. 1956 року купив аптеку і назвав її «Тигр» на честь однойменного танка. Керував аптекою до 2011 року, після чого працював аптекарем неповний робочий день.
24 січня 2015 року Отто Каріус помер у колі рідних і близьких.

## Нагороди
- Нагрудний знак «За поранення» — всього отримав 5 поранень (8 липня 1941, 9 грудня 1942, 2 грудня 1943, 20 квітня 1944 і 24 липня 1944).
  - В чорному (8 липня 1941)
  - В сріблі (23 листопада 1943)
  - В золоті (11 вересня 1944)
- Залізний хрест
  - 2-го класу (19 липня 1942)
  - 1-го класу (23 листопада 1943)
- Медаль «За зимову кампанію на Сході 1941/42» (20 серпня 1942)
- Лицарський хрест Залізного хреста з дубовим листям
  - Хрест (№ 3066; 4 травня 1944)
  - Дубове листя (№ 535; 27 липня 1944) — нагорода вручена особисто Генріхом Гіммлером.
- Нагрудний знак «За танкову атаку»
  - 2-го ступеня «25» (15 липня 1944)
  - 3-го ступеня «50» (1 вересня 1944)
  - 4-го ступеня «75» (21 квітня 1945)